# Districtul Miltenberg
Districtul Miltenberg este un district rural (germană: Landkreis) din regiunea administrativă Franconia Inferioară, landul Bavaria, Germania.

## Orașe și comune
| orașe 1. Amorbach (4.147) 2. Erlenbach am Main (10.179) 3. Klingenberg am Main (6.317) 4. Miltenberg (9.626) 5. Obernburg am Main (8.832) 6. Stadtprozelten (1.721) 7. Wörth am Main (4.940) comune (târg) 1. Bürgstadt (4.338) 2. Elsenfeld (8.870) 3. Eschau (4.087) 4. Großheubach (5.125) 5. Kirchzell (2.378) 6. Kleinheubach (3.471) 7. Kleinwallstadt (5.838) 8. Mönchberg (2.540) 9. Schneeberg (1.897) 10. Sulzbach am Main (7.019) 11. Weilbach (2.334) | comune 1. Altenbuch (1.306) 2. Collenberg (2.621) 3. Dorfprozelten (1.933) 4. Eichenbühl (2.715) 5. Faulbach (2.769) 6. Großwallstadt (4.063) 7. Hausen (2.007) 8. Laudenbach (1.392) 9. Leidersbach (4.987) 10. Mömlingen (5.072) 11. Neunkirchen (1.549) 12. Niedernberg (4.836) 13. Röllbach (1.706) 14. Rüdenau (862) |

1. 1 2 3  GeoNames